# Hrabia Carrick

## Informacje ogólne
- obecnie istnieją dwa tytułu hrabiego Carrick. Jeden, jako parostwo Szkocji przysługuje od 1430 r. następcom tronu. Drugi tytuł jest tytułem szlacheckim jako parostwo Irlandii.
- dodatkowymi tytułami hrabiego Carrick (w parostwie Irlandii) są:
  - wicehrabia Ikerrin (od 1748 r.)
  - baron Butler of Mount Juliet (od 1912 r.)
- Następca hrabiego Carrick (w parostwie Irlandii) nosi tytuł wicehrabiego Ikerrin

## Lista hrabiów Carrick
Hrabiowie Carrick 1. kreacji (parostwo Szkocji)
- 1186–1250: Donnchadh, hrabia Carrick
- 1250–1256: Niall, hrabia Carrick
- 1256–1292: Marjorie, hrabina Carrick
- 1292–1306: Robert Bruce, hrabia Carrick

Hrabiowie Carrick 2. kreacji (parostwo Szkocji)
- 1314–1318: Edward Bruce, hrabia Carrick

Hrabiowie Carrick 3. kreacji (parostwo Szkocji)
- 1328–1329: Dawid Bruce, hrabia Carrick

Hrabiowie Carrick 4. kreacji (parostwo Szkocji)
- 1330–1333: Aleksander Bruce, hrabia Carrick

Hrabiowie Carrick 5. kreacji (parostwo Szkocji)
- 1361–1364: William de Cunynghame, hrabia Carrick

Hrabiowie Carrick 6. kreacji (parostwo Szkocji)
- 1368–1390: Jan Stewart, hrabia Carrick

Hrabiowie Carrick 7. kreacji (parostwo Szkocji)
- 1390–1402: Dawid Stewart, książę Rothesay

Hrabiowie Carrick 8. kreacji (parostwo Szkocji)
- 1406–1406: Jakub Stewart, książę Rothesay

Następni hrabiowie Carrick: patrz: Książę Rothesay
Hrabiowie Carrick of Orkney 9. kreacji (parostwo Irlandii)
- 1628–1652: Jan Stuart, 1. hrabia Carrick

Hrabiowie Carrick 10. kreacji (parostwo Irlandii)
- 1748–1774: Somerset Hamilton Butler, 1. hrabia Carrick
- 1774–1813: Henry Thomas Butler, 2. hrabia Carrick
- 1813–1838: Somerset Richard Butler, 3. hrabia Carrick
- 1838–1846: Henry Thomas Butler, 4. hrabia Carrick
- 1846–1901: Somerset Arthur Butler, 5. hrabia Carrick
- 1901–1909: Charles Henry Somerset Butler, 6. hrabia Carrick
- 1909–1931: Charles Ernest Alfred French Somerset Butler, 7. hrabia Carrick
- 1931–1957: Theobald Walter Somerset Henry Butler, 8. hrabia Carrick
- 1957–1992: Brian Stuart Theobald Somerset Caher Butler, 9. hrabia Carrick
- 1992 -: David James Theobald Somerset Butler, 10. hrabia Carrick

Następca 10. hrabiego Carrick: Arion Thomas Piers Hamilton Butler, wicehrabia Ikerrin